# Hilde Mangold
Hilde Mangold, född som Hilde Pröscholdt 20 oktober 1898 i Gotha, död 4 september 1924 i Berlin, var en tysk biolog som forskade om embryon.
Mangold studerade i Jena och i Frankfurt am Main. Hon blev imponerat av en föreläsning som hölls av Hans Spemann. Sedan flyttade Mangold till Freiburgs zoologiska institut där Spemann undervisade. Hon gifte sig med Otto Mangold som var anställd vid institutet. Mangold avlade i Freiburg sin doktorsexamen med en studie i embryoforskning. I studien beskrevs dessa transplantationer av organ under embryoutvecklingen som medförde att Spemann 1935 erhöll Nobelpriset i fysiologi eller medicin. Tillsammans med maken flyttade hon i början av 1924 till Berlin. Där dog hon den 4 september på grund av en gasexplosion i familjens lägenhet.
Medan Spemann var ansvarig för studiens utformning var Mangold den utförande personen. Rita Levi-Montalcini använde senare studien som grund för sin egen forskning.

## Publikationer
- Über Induktion von Embryonalanlagen durch Implantation artfremder Organisatoren, 1923, en utgåva tillsammans med Spemann
- Organisatortransplantationen in verschiedenen Kombinationen bei Urodelen, 1929, posthum